# Епархия Трикомии
Епархия Трикомии (лат. Dioecesis Tricomiensis) — титулярная епархия Римско-Католической церкви.

## История
Античный город Трикомия, идентифицируемый сегодня с археологическими раскопками «Terkoumieh» около современного города Хеврон в первые века христианства был центром одноимённой епархии.
С 1723 года епархия Трикомии является титулярной епархией Римско-Католической церкви.

## Титулярные епископы
- епископ Michael de La Mars (20.12.1723 — март 1725);
- епископ Pietro Carlo Benedetti (3.06.1726—17.03.1727) — назначен епископом Сполето;
- епископ Tommaso Severi (17.03.1727—?);
- епископ Augustín González Pisador (20.05.1754—21.07.1760) — назначен епископом Овьедо;
- епископ José Tormo Juliá (21.03.1763—1.06.1767) — назначен епископом Ориуэлы;
- епископ Santiago José Echaverría Nieto de Osorio y Elguera (16.05.1768—29.01.1770) — назначен епископом Сантьяго-де-Кубы;
- епископ Хуан Мануэль Москосо-и-Перальта (12.03.1770—17.06.1771) — назначен епископом Кордовы;
- епископ Жан-Иньяс де Лавиль (28.02—15.04.1774);
- епископ Пьер-Жозеф Перро (17.07.1775—?);
- епископ Thomas Maguire (1.10.1819—6.01.1821);
- епископ Józef Chełkowski (15.04.1833—30.10.1837);
- епископ Charles McNally (21.07.1843—20.02.1844) — назначен епископом Клохера;
- епископ Domingo Martí O.P.[1] (18.05.1847—26.08.1852);
- святой Хосе Мельхор Гарсия-Сампедро Суарес O.P. (15.04.1853—28.07.1858);
- епископ Patrick John Ryan (15.02.1872—29.01.1884) — назначен титулярным архиепископом Саламины;
- епископ Nicola Pagani S.J. (21.02.1885—25.11.1886) — назначен епископом Мангалора;
- епископ Adolph Edwin Medlycott (13.09.1887—4.05.1918);
- епископ Léon-Auguste-Marie-Joseph Durand (10.03.1919—11.10.1920) — назначен епископом Орано;
- епископ Jaime Viladrich y Gaspar (26.06.1921—25.09.1926);
  - вакансия с 1926 года.

## Источник
- Annuario Pontificio, Libreria Editrice Vaticana, Città del Vaticano, 2003, ISBN 88-209-7422-3
- Konrad Eubel, Hierarchia Catholica Medii Aevi, vol. 5, стр. 389; vol. 6, стр. 415—416  (лат.)